# Tümer Metin
Tümer Metin (ur. 14 października 1974 w Zonguldak) – turecki piłkarz występujący na pozycji ofensywnego lub lewego pomocnika.

## Kariera klubowa
Tümer Metin zawodową karierę rozpoczynał w 1994 roku w Zonguldak Kömürsporze. W latach 1997–2001 występował w Samsunsporze. W debiutanckim sezonie rozegrał 20 spotkań i razem z drużyną uplasował się na piątym miejscu w tabeli pierwszej ligi tureckiej. W rozgrywkach 2000/2001 z jedenastoma golami na koncie należał do najskuteczniejszych strzelców zespołu. Dla Samsunsporu rozegrał łącznie 94 ligowe pojedynki, po czym podpisał kontrakt z Beşiktaşem JK. W nowym klubie zadebiutował 10 sierpnia 2001 roku w przegranym 1:2 meczu z Trabzonsporem. W 51 minucie zastąpił wówczas Bayrama Kadira Bektaşa. W 2003 roku razem z ekipą „Czarnych Orłów” sięgnął po pierwszy w karierze tytuł mistrza kraju. Dla Beşiktaşu rozegrał łącznie 132 ligowe spotkania, w których 31 razy wpisał się na listę strzelców.
Po zakończeniu rozgrywek 2005/2006 Metin został zawodnikiem Fenerbahçe SK. W nowym klubie po raz pierwszy wystąpił 5 sierpnia 2006 roku, kiedy to zdobył jednego z goli w zwycięskim 6:0 pojedynku z Erciyesspor Kayseri. W sezonie 2006/2007 wywalczył z Fenerbahçe mistrzostwo kraju mając dziewięć punktów przewagi nad drugim w tabeli Beşiktaşem. W styczniu 2008 roku został wypożyczony do greckiego AE Larisa. Zajął z nim szóste miejsce w rozgrywkach Alpha Ethniki i strzelił pięć bramek.
Latem 2008 roku Metin powrócił do Fenerbahçe, jednak na początku 2009 roku zdecydował się na transfer definitywny do Larisy. Następnie występował w AO Kerkira. W 2011 roku zakończył karierę.

## Kariera reprezentacyjna
W reprezentacji Turcji Metin zadebiutował 12 lutego 2003 roku w wygranym 2:0 meczu przeciwko Mołdawii. Już w 35 minucie tego spotkania został jednak zmieniony przez Ahmeta Yildirima. W maju 2008 roku Fatih Terim powołał go do kadry na mistrzostwa Europy, na których reprezentacja Turcji dotarła do półfinału, w którym przegrała 2:3 z Niemcami.